# 李仁祐
李仁祐（?—?），是唐朝末年党项族人，原名拓跋仁祐，其父拓跋思恭为唐朝立功，赐姓李，李仁祐死在李思恭之前，乾宁二年（895年），李思恭死后，其弟李思谏立为定难节度使。